# Mayu Gamō
Mayu Gamō (蒲生 麻由 Gamō Mayu?) (Saitama, Japón; 16 de marzo de 1982) es una actriz japonesa.

## Carrera
Mayu estuvo presente en numerosas producciones del género Tokkuzasu, siendo su rol destacado como Succubus Hells y Camille en la serie Super Sentai Tokusō Sentai Dekaranger para luego repetirlo en la película Tokusō Sentai Dekaranger vs. Abaranger. También protagonizó Kamen Rider Hibiki como Kasumi Tachibana. Mayu es una activa competidora amateur de maratón y triatleta, habiendo competido tanto en la maratón de Tokio como en Hawái, París y Australia. Completó la Triatlón Lavaman 2011 en Anaehoomalu Bay, Hawái.

## Filmografía
2004
- Tokusō Sentai Dekaranger (serie TV): Camille/Succubus Hells (episodios del 21 al 23)

2005
- Gekijouban Kamen Rider Hibiki to 7-nin no senki
- Kamen Rider Hibiki: Asumu Henshin! You can be an Oni, too!! (película): Kasumi Tachibana/Kazue
- Tokusou Sentai Dekaranger vs. Abaranger (película): Succubus Hells/Camille
- Kamen Rider Hibiki (serie TV): Kasumi Tachibana

2007
- Hatachi no koibito (serie TV): Miki Takeuchi (episodios 1, 4, 6 al 10)
- Speed Master
- H-code (serie TV): Rena Nishikido
- Ultra Galaxy Mega Monster Battle: Kate

2008
- Shaolin Girl
- Mayu Yamada – herself
- Ultra Galaxy Mega Monster Battle: Never Ending Odyssey: Kate

2009
- The Unbroken
- High-Kick Girl
- Hien – herself

2010
- Sayonara Itsuka